# Mangifera casturi
Espèce
Statut de conservation UICN

 EW  : Éteint à l'état sauvage
Mangifera casturi est une espèce de plantes à fleurs de la famille des Anacardiacées endémique d'Indonésie.